# Пам'ятник Леніну (Біла Церква)
Пам'ятник Леніну — колишній пам'ятник Володимиру Леніну, що був розташований навпроти ратуші в Білій Церкві. Скульптори — Василь Агібалов, Я. І. Рин, архітектор О. Д. Корнєєв. Знесений жителями міста під час Ленінопаду 21 лютого 2014 року.

## Історія
Перший пам'ятник у Білій Церкві було встановлено на тодішній площі Леніна (нині — Торговій площі) в 1936 році за ініціативою трудового колективу заводу «Сільмаш» імені 1-го Травня (проект інженера Харченка). Погляд вождя і його палець вказували на готель «Київ». Скульптура перебувала на підвищенні, і для покладання квітів люди піднімалися до неї сходами.

Старий пам'ятник Леніну навпроти готелю «Київ» (праворуч) та сучасний біля міськради (ліворуч)

Голова пам'ятника після його знесення.

Замість серпа і молота на пам'ятнику були вигравіювані п'ять великих літер «ЛЕНІН». Ліворуч і праворуч пам'ятник оточували двоярусні квіткові клумби.
На початку війни, влітку 1941 року, під час штурму німецькою армією міста, пам'ятник разом із постаментом загинули під артилерійськими ударами. Але німецька адміністрація чомусь не зруйнувала гранітну плиту, на якій він перебував. 4 січня 1944 року Білу Церкву було відвойовано Червоною Армією та інтернаціональним ополченням, яке складалося переважно з чеських, словацьких та польських бійців. Відновлюючи в місті мирне життя, мешканці відтворювали і пам'ятник Леніну. І на святкуванні Дня солідарності трудящих — 1 травня 1946 року — відбулося урочисте відкриття бетонної скульптури, яку було встановлено на старому місці. Навесні 1957 року бетонний пам'ятник замінили на бронзовий. Із появою в місті нової будівлі виконкому та міського комітету Комуністичної партії тодішні керманичі Білої Церкви вирішили змінити місце розташування пам'ятника і перенесли його ближче до міської ради.
Втретє пам'ятник встановили незадовго до 113-річниці з дня народження В. І. Леніна. Урочисто відкрили його 21 квітня 1983 року (Виготовлений Київським творчим виробничим комбінатом «Художник». Автори: скульптори — Василь Агібалов, Я. І. Рин, архітектор — О. Д. Корнєєв). На врочистому відкритті пам'ятника відбувся мітинг та військовий парад. На мітингу виступили 1-й секретар міськкому партії Юрій Красношапка, тодішній міський голова Василь Залєвський, очільники первинних партійних і комсомольських організацій.
Замахи на пам'ятник розпочалися на початку 90-х років. Остаточно знесений жителями міста, 21 лютого 2014 року. В процесі знесення скульптура була сильно пошкоджена, в неї відламалася голова.